# エルハルト・シュミット
エルハルト・シュミット（Erhard Schmidt, 1876年1月13日 - 1959年12月6日）は、20世紀の数学の方向性に多大な影響を与えたドイツの数学者。

## 生涯
リヴォニア（現在のエストニア）のタルトゥに生まれた。指導教員のダフィット・ヒルベルトの下で、1905年にゲッティンゲン大学において博士号を取得した。博士論文の題目は、Entwickelung willkürlicher Funktionen nach Systemen vorgeschriebener であり、積分方程式に関する研究を行った。
ヒルベルトと共に、関数解析学の分野において多大な貢献を遺した。
第二次世界大戦の間、ベルリン大学の要職にあり、立場上ユダヤ人に対するナチスの様々な決議を執行しなければならなかった。ユダヤ人の問題 (Jewish question) を理解していないと非難されていたシュミットにとって、その職務は明らかに手に余るものであった。
1951年のシュミットの75歳の誕生祝いの際には、ナチの時代を生き抜いた優れたユダヤ人の数学者であるハンス・フロイデンタールが、シュミットがナチス時代に直面した困難について、シュミット個人への批判を交えることなく語った。